# جف گلدبلوم
جفری لین «جف» گلدبلوم (به انگلیسی: Jeffrey Lynn "Jeff" Goldblum) (زاده ۲۲ اکتبر ۱۹۵۲ در پنسیلوانیا) بازیگر اهل ایالات متحده آمریکا است. از کارهای معروف وی می‌توان به پارک ژوراسیک و دنباله آن جهان گمشده: پارک ژوراسیک و روز استقلال اشاره کرد. جف گلدبلوم نخستین بار در سال ۱۹۷۴ در ۲۲ سالگی در فیلم California Split به کارگردانی رابرت آلتمن بازی کرد. گلدبلوم همچنین در فیلم‌هایی از جمله هجوم ربایندگان جسم، اندوه شدید (فیلم) و در دل شب (فیلم ۱۹۸۵) بازی کرد، قبل از اینکه در نقش ست براندل در فیلم مگس (فیلم ۱۹۸۶) دیوید کراننبرگ مورد توجه گسترده‌تری قرار گیردو موفق به بردن جایزه ساترن برای بهترین بازیگر مرد شد. از دیگر آثار او می‌توان ماجراهای بوکارو بانزایی در بعد هشتم، The Tall Guy, Deep Cover,Powder (film)، شاهزاده مصر، گربه‌ها و سگ‌ها اشاره کرد.
گلدبلوم همچنین در چندین سریال تلویزیونی از جمله فصل هشتم و نهم سریال قانون و نظم در نقش زک نیکولز و ویل و گریس بازی کرده‌است که برای آن نامزد دریافت جایزه Primetime Emmy Award شد. همچنین فیلم کوتاه شگفتی‌های کوچک به کارگردانی وی نامزد جایزه اسکار بهترین فیلم کوتاه لایو اکشن شد. او در عرصه موسیقی نیز فعال بوده و اولین آلبوم گروه جاز خود، جف گلدبلوم و ارکستر میلدرد اسنیتزر، با نام The Capitol Studios Sessions در سال ۲۰۱۸ منتشر کرد.

## اوایل زندگی
فری لین گلدبلوم در ۲۲ اکتبر ۱۹۵۲ در وست هومستد، پنسیلوانیا، واقع در خارج از پیتسبورگ، از والدین یهودی زاده شد. مادرش، شرلی جین گلدبلوم (با نام مستعار تملس؛ ۳۰ اکتبر ۱۹۲۶–۹ ژانویه ۲۰۱۲)، یک گوینده رادیویی بود که بعداً یک شرکت فروش تجهیزات آشپزخانه و لوازم خانگی را اداره کرد. پدر او، هارولد لئونارد گلدبلوم (۲۵ آوریل ۱۹۲۰–۲۳ فوریه ۱۹۸۳)، یک پزشک پزشکی و سرگرد در ارتش ایالات متحده در طول جنگ جهانی دوم بود. خانواده او اهل روسیه و امپراتوری اتریش مجارستان هستند و ریشه در استاروبین و زولوچیف دارند. او یک خواهر به نام پاملا و یک برادر بزرگتر به نام لی دارد. برادر دیگر او، ریک، که گلدبلوم او را به عنوان «نوعی قهرمان من» توصیف می‌کند، در سال ۱۹۷۱ در سن ۲۳ سالگی در حالی که به مراکش سفر می‌کرد، به دلیل ابتلا به اسهال خونی که منجر به نارسایی کلیه شد، درگذشت. گلدبلوم علاقه خود به موسیقی جاز را به تأثیر ریک در زمانی که آنها در حال رشد بودند نسبت می‌دهد. او گفته‌است که مرگ زودهنگام برادرش او را «متمرکزتر» کرد و به او عزم راسخ داد تا «خود را نجات دهم و زنده بمانم».
گلدبلوم در ۱۷ سالگی به نیویورک رفت تا به حرفه مورد علاقه خود یعنی بازیگری بپردازد. وی در تئاتر معروف Neighborhood Playhouse زیر نظر مربی بازیگری Sanford Meisner به تحصیل پرداخت. اولین حضور وی در برادوی در تئاتر موزیکال برنده جایزه تونی Two Gentlemen of Verona رقم خورد. او یک پیانیست برجسته جاز است.

## گزیده فیلم‌شناسی
- افسانه سوار بی‌سر (۱۹۸۰)
- سیلورادو (۱۹۸۵)
- در دل شب (۱۹۸۵)
- مگس (۱۹۸۶)
- پسر قد بلند (۱۹۸۹)
- وسواس بیمارگونه (۱۹۸۹)
- پارک ژوراسیک (۱۹۹۳)
- نه ماه (۱۹۹۵)
- اعتیاد به سفید بزرگ (۱۹۹۶)
- سیمپسون‌ها
- یک ماهی به نام سلما (۱۹۹۶)
- زمان سگ دیوانه (۱۹۹۶)
- روز استقلال (۱۹۹۶)
- جهان گمشده: پارک ژوراسیک (۱۹۹۷)
- ایگبی به پایین می‌رود (۱۹۹۹)
- زنجیره احمق‌ها (۲۰۰۰)
- اوگی رز (۲۰۰۰)
- گربه و سگ‌ها (۲۰۰۱)
- چرخش بوریس (۲۰۰۳)
- دوستان (مجموعه تلویزیونی) (۲۰۰۳)
- اولین بار مینی (۲۰۰۶)
- آدام زنده‌شد (۲۰۰۸)
- شکوه صبح (۲۰۱۰)
- گلی (۲۰۱۲)
- نظم و قانون: قصد جنایی
- موردکای (۲۰۱۵)
- روز استقلال: بازخیز (۲۰۱۶)
- ثور: رگنوراک (۲۰۱۷)
- دنیای ژوراسیک ۲ (۲۰۱۸)
- شرور (۲۰۲۴)